# چابک‌ماهی‌ها
چابک‌ماهی‌ها (نام علمی: Hirundichthys) نام یک سرده از تیره پرنده‌ماهی است.